# Операція «Грейф»
Операція «Грейф» (нім. Unternehmen Greif) — спеціальна операція німецьких військ під командуванням СС-оберштурмбанфюрера Отто Скорцені, що проводилася в контексті операції «Вахт ам Райн» за часів Другої світової війни. Операція була ініційована особисто Адольфом Гітлером і мала за мету захоплення одного або кількох мостів через річку Маас, перш ніж вони могли бути зруйновані союзниками. Німецькі солдати, одягнені у трофейну форму британської та американської армії та використовуючи захоплені машини союзників, мали викликати плутанину в тиловій зоні союзних армій. Через брак необхідних транспортних засобів, обмундирування та обладнання операція не змогла досягти своєї визначеної цілі — захопити стратегічно важливі мости через Маас.

## Історія

### Замисел операції
22 жовтня 1944 року СС-оберштурмбанфюрер Отто Скорцені був викликаний до ставки Гітлера Вольфсшанце в Растенбурзі в Східній Пруссії. Скорцені став одним із фаворитів Гітлера після успіху операції «Панцерфауст», в якій він керував викраденням Міклоша Горті-молодшого, сина угорського регента, адмірала Міклоша Горті, щоб змусити угорського лідера подати у відставку. Після повернення до Німеччини Скорцені був викликаний на зустріч з Гітлером, де той проінформував свого улюбленця про план нової великомасштабної наступальної операції на Західному фронті — «Вахт ам Райн». Гітлер планував ударом двох танкових армій (5-та і 6-та) прорватися до Антверпена і сталевим клином розділити війська англо-американців.

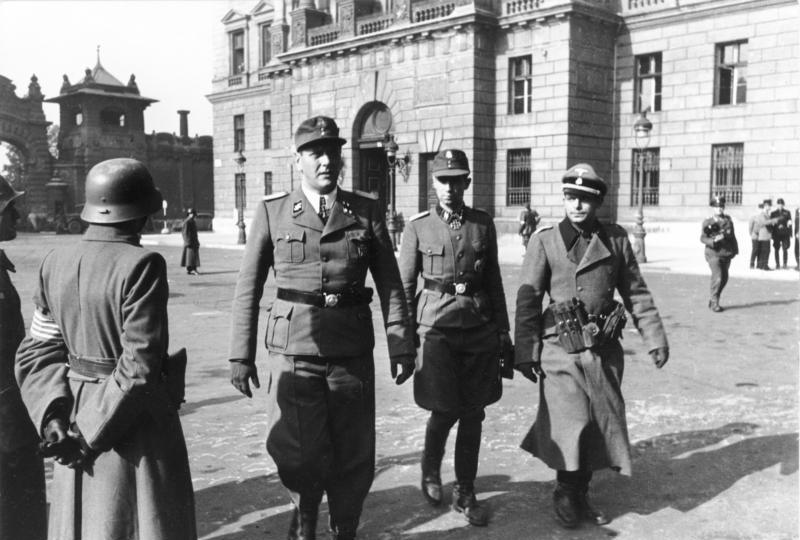
Отто Скорцені (ліворуч), Адріан фон Фелькерзам (у центрі) und Вальтер Гірг (праворуч) у Будапешті після проведення операції «Панцерфауст», жовтень 1944

Особисто Скорцені було визначено три завдання:
- за 5 тижнів сформувати досить великий підрозділ, здатний виконати це завдання.
- силами свого формування прорватися вглиб військ союзників, випереджаючи головні сили ударного угруповання вермахту, захопити і утримувати до підходу німецьких військ мости через Маас у районах Намюр — Льєж, в Юї, Аме і Анденн.
- одночасно особливі групи диверсантів, які володіють американським діалектом англійської мови, повинні були пробратися в глибокий тил військ союзників і проводити там різні диверсійні акції — знищення покажчиків, ліній зв'язку, мостів, передавати фальшиві накази, поширювати паніку тощо[3][4].

Скорцені добре знав, що згідно Гаазької конвенції 1907 р. будь-хто з його людей, захоплений в американській формі, може бути страчений на місці як шпигун, і ця можливість викликала багато спорів з генерал-полковником Йодлем та генерал-фельдмаршалом фон Рундштедтом.

### Підготовка операції
Через чотири доби на військовому полігоні «Графенвер» почалося формування спеціального підрозділу, який отримав назву 150-та танкова бригада СС. Штатна чисельність створюваної Скорцені бригади становила 3300 осіб. Обов'язковою умовою при наборі особового складу було знання англійської мови. У складі бригади планувалося створити: штаб, роту зв'язку, зенітну роту, 2 танкові роти, 3 розвідувальні роти на бронемашинах, 2 протитанкові роти, 3 моторизованих батальйони по 3 роти кожен і роту диверсантів. Бригаду планувалося оснастити трофейними американськими танками і бронетранспортерами. Скорцені розраховував отримати 20 танків «Шерман», 32 гусеничних бронетранспортери, 150 джипів і 198 вантажівок.
Однак у міру комплектування 150-ї бригади Скорцені зіткнувся з купою проблем. Особовий склад бригади підбирався з різних частин — два батальйони з парашутного полку Люфтваффе особливого призначення (полк перебував у складі бойової ескадри KG 200), дві роти з 600-го парашутного батальйону СС і рота з винищувального з'єднання «Мітте». Крім цього, з формувань вермахту до бригади були передані спеціалісти різних підрозділів (артилеристи, екіпажи танків і штурмових гармат).
Відібрані люди отримували трофейну американську уніформу, крім цього в бригаду було передано незначну кількість трофейної техніки. Місія вимагала великої кількості польової форми, оснащення, екіпірування тощо, але до середини листопада 150-ій бригаді все ще бракувало 1500 американських шоломів та половину замовлених американських гармат та набоїв. Значна частина поставленої уніформи була британською, польською чи навіть радянською, або літнього зразку, або з плямами крові чи маркування військовополонених. Замість 20 танків «Шерман», 30 американських броньованих автомобілів, майже 200 вантажівок та 150 джипів, Скорцені отримав лише два «Шермани» (один з яких незабаром зламався), чотири бронеавтомобілі та близько 30 джипів. Решта його техніки була німецькою: п'ять танків «Пантери», шість броньованих автомобілів, шість бронетранспортерів та п'ять штурмових гармат «Штурмгешуц III». Вони були замасковані обшивкою з листового металу, і німці «загримували» їх під американську техніку, пофарбувавши оливковою фарбою та нанісши білі американські пізнавальні зірки, але обдурили б, як визнавав сам Скорцені, лише «дуже молодих американських військових, які побачили б їх здалеку вночі».
Погано йшли справи йшли з пошуком людей, які вміють вільно розмовляти англійською. Всього було знайдено 10 осіб, які вільно говорять по-англійськи і знають американський сленг — переважно це були колишні моряки торговельного флоту, що служили в минулому на американських судах. 30-40 чоловіків вільно говорили по-англійськи, але не знали сленг. 120—150 чоловіків добре володіли англійською, ще 200 вчили англійську в школі. Втім ніхто з них не мав досвіду бойових дій у тилу противника. Заступник Скорцені СС-оберштурмбанфюрер Віллі Гардік навчав їх американізмам та типовій поведінці американських вояків — як лаятись, сутулитися, жувати жуйку, пересуватися і ходити їхнім стройовим кроком замість прусського «гусячого кроку».
До середини грудня 1944 року в 150-ій танковій бригаді СС налічувалося 2676 осіб, з них: 90 офіцерів, 448 унтерофіцерів і 2138 солдатів. З цих 2676 осіб, 500 належали Ваффен-СС, 800 — Люфтваффе і близько 1200 чоловіків сухопутній армії вермахту. Особовий склад був організований в штаб, зі взводами зв'язку і розвідувальним, 2 змішаних батальйони (в I батальйоні «Пантери» і 8 рот, в II — штурмові гармати і 7 рот), саперну роту, артилерійську батарею, мостобудівну колону і роту диверсантів.
До початку операції в бригаді було: 5 «Пантер», 5 штурмових гармат (StuG III), німецькі бронетранспортери — 4 Sd.Kfz 250/1, 6 Sd.Kfz 251/1, 6 Sd.Kfz 234/1 — 6 американських напівгусеничних бронетранспортерів М3, 4 американські бронемашини М8, 12 німецьких і 1 американський мотоцикл з колясками, 43 німецьких і 20 американських мотоциклів, 28 трофейних «джипів», 6 легкових і 36 середніх автомобілів німецького виробництва (цивільних), 64 легких, 58 середніх і 6 важких німецьких військових вантажівок та 8 середніх американських вантажівок, і 2 трактори (німецький і американський). З важкого озброєння бригада отримала: 31 важкий кулемет, 226 легких кулеметів, 24 німецьких 81-мм міномети, 24 американських міномети калібром 4,2 дюйма, 5 американських протитанкових гармат калібром 3 дюйма і 14 американських 57-мм протитанкових гармат M1.
150-та танкова бригада СС Скорцені поділялася на три бойові групи: X, Y, Z і окремий загін «Штілау» (150 осіб з твердим знанням англійської мови) по імені його командира оберлейтенанта Лотар Штілау. Бойову групу X очолив Віллі Гардік, до її складу увійшли: взвод зв'язку, танкова рота (5 «Пантер»), 2 взводи саперів, 2 піхотних взводи на бронетранспортерах, 2 протитанкових взводи, 2 мінометних взводи і 3 піхотні роти. Бойову групу Y очолив гауптман Шерфф, до її складу увійшли: взвод зв'язку, танкова рота (5 штурмових гармат), 2 саперних взводи, 2 піхотних взводи на бронетранспортерах, 2 протитанкових взводи, 2 мінометних взводи і 3 піхотні роти. Бойова група Z під командуванням оберстлейтенанта Вольфа була дещо слабше, ніж дві інші. До її складу входили: взвод зв'язку, 1 взвод саперів, 2 взводи піхоти на бронетранспортерах, 2 протитанкових взводи, 2 мінометних взводи і 3 піхотні роти. Загін «Штілау» був також розділений на команди з 4 людини кожна. Команди формувалися за цільовим призначенням. Було утворено 24 розвідувально-диверсійні команди, 8 радіокоманд і 7 саперно-підривних. Команди були майже рівномірно розподілені по бойових групах бригади.
Коли бригада готувалася до дії, почали ходити чутки про те, що вони повинні вивільнити від облоги місто Дюнкерк або Лор'ян, де з літа 1944 року тримали оборону німецькі гарнізони, захопити Антверпен або захопити Верховне командування союзників при SHAEF у Парижі. Лише 10 грудня підпорядкованим командирам Скорцені довів про справжні плани бригади: 150-та бригади має спробувати захопити принаймні два мости через річку Маас в Юї, Аме і Анденні, перш ніж вони могли бути зруйновані. Війська 6-ї танкової армії СС СС-оберстгрупенфюрера Зеппа Дітріха розпочинали цю операцію, а після цього з проривом першої лінії оборони противника танки 150-ї бригади стрімко просуваються вперед на рубіж Гоес-Венн, між Арденнами та Айфельським нагір'ям. Потім за ними три групи (Kampfgruppe X, Kampfgruppe Y та Kampfgruppe Z) рухалися б до визначених їм мостів.

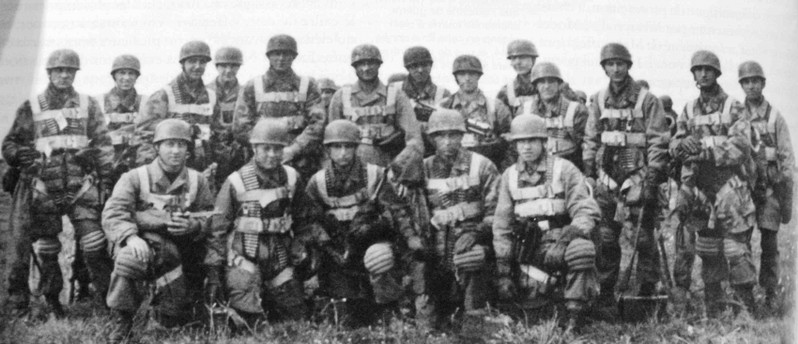
Німецькі десантники перед початком операції «Штоссер» — десантування в інтересах Арденнської операції. Грудень 1944

### Хід операції
14 грудня 150-та танкова бригада СС зосередилася поблизу Бад-Мюнстерайфеля, а вдень 16 грудня вона вирушила у визначеному напрямку, просуваючись за трьома ударними дивізіями I танкового корпусу СС Германа Прісса: 1-ю (СС-бригадефюрер та генерал-майор Ваффен-СС Вільгельм Монке) і 12-ю танковими дивізіями СС (СС-бригадефюрер та генерал-майор Ваффен-СС Гуго Краас) та 12-ою фольксгренадерською дивізіями (оберст Герхард Енгель), які прорвали оборону американських військ на стику 2-ї та 99-ї американських піхотних дивізій 1-ї армії США.
Однак, коли Лейбштандарте-СС «Адольф Гітлер» не змогла протягом двох днів досягти визначеної точки, Скорцені зрозумів, що початкові цілі операції «Грейф» тепер приречені. До того ж під Лосгеймом німецькі війська потрапили у величезну «пробку» і не змогли вийти на встановлені рубежі. Шукаючи шляхи об'їзду транспортного затору, на міні підірвався і загинув командир бойової групи X СС-оберштурмбанфюрер Віллі Гардік. Замість нього командиром бойової групи був призначений СС-гауптштурмфюрер Адріан фон Фолькерсам. 17 грудня Скорцені відвідав штабну нараду в штабі 6-ї танкової армії СС Зеппа Дітріха та запропонував використовувати його бригаду як підрозділ регулярної армії. Це було погоджено, і йому було наказано вирушити на південь від Мальмеді і доповісти в штаб 1-ї танкової дивізії СС у Люньйовілі.
21 грудня 150-та танкова бригада намагалася взяти Мальмеді, але кілька її атак були відбиті захисниками міста. Це була єдина суттєва спроба німців взяти Мальмеді під час Арденнської операції.
Набагато успішніше діяли диверсанти загону «Штілау». За наказом Скорцені 4 розвідувально-диверсійні групи і 2 саперно-підривні команди проникли вглиб території, зайнятої військами союзників. Вони отримали наказ сіяти паніку в тилу американських військ. Одна з команд швидко добралася майже до річки Маас, на розвилці її командир відправив американську танкову колону в хибному напрямку. Інша команда поблизу Амі розмістила неправдиву розмітку про наявність мінного поля на перехресті і вивела з ладу лінії телефонного зв'язку американців. Існують відомості про команду диверсантів, яка переконала американців залишити Пото перед лицем переважаючих німецьких сил. У той же день місцеві жителі бачили німців в американській формі у Люньйовіль. 17 грудня солдати американського 291-го саперного батальйону бачили німців, які змінювали дорожні покажчики у Мон-Ріжі. 18 грудня в районі Пото американцями була знищена група солдатів в американській формі, які заявили, що вони служать в роті «Е» однією з кавалерійських частин американської армії — причиною стало те, що в американській кавалерії існували не роти, а ескадрони. За словами Скорцені, одна з команд підірвала склад боєприпасів. Остання команда диверсантів була направлена в тил американців 19 грудня 1944 року. Після війни кілька німецьких ветеранів стверджували, що вони на своєму джипі дісталися до Маасу. Незважаючи на відсутність точних даних, відомо, що після появи людей Скорцені в тилу американських військ почалася паніка. Пильні солдати і офіцери зупиняли будь-який транспорт при найменшій підозрі, через це сталося бомбардування Мальмеді американськими бомбардувальниками, що було прямим наслідком паніки і хаосу.
В результаті американські війська почали задавати іншим солдатам запитання, на які, на їхню думку, лише американці можуть правильно відповісти, і тим самим розкрити німецьких шпигунів. Ця практика призвела до того, що одного американського офіцера, бригадного генерала Брюса Кларка, командуючого бойовою групою «B» 7-ї бронетанкової дивізії, п'ять годин тримали під прицілом після неправильної відповіді на спортивне запитання, а капітан провів тиждень під вартою після того, як був спійманий у німецьких черевиках. Генерал-лейтенанта Омара Бредлі, головнокомандувача 12-ї групи армій США, неодноразово зупиняли у своєму штатному автомобілі охоронці блокпостів, які, здавалося, із задоволенням задавали йому питання такого роду.
20 грудня двоє солдатів армії США були вбиті знервованими американськими військовими поліцейськими. 2 січня 1945 року ще двоє солдатів були вбиті і кілька поранені, коли тактична бойова група 6-ї бронетанкової дивізії США, що рухалася в районі Бастонь, потрапила під «дружній вогонь» військових 35-ї піхотної дивізії через помилкову ідентифікацію.

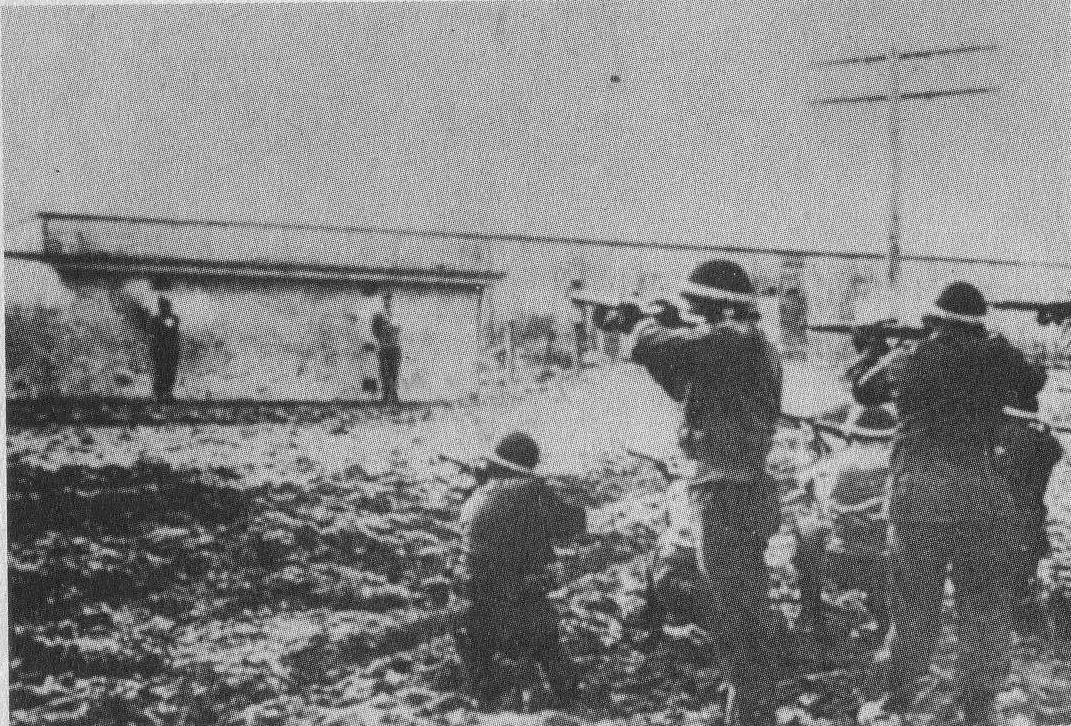
Розстріл американськими військовими німецьких диверсантів-учасників операції «Грейф». Грудень 1944

Навіть британський фельдмаршал Бернард Монтгомері не був звільнений від параної, яку спричинили диверсанти Скорцені. Почувши про ув'язнення Ейзенхауера, якому охорона суворо забороняли виїжджати у війська та взагалі пересуватися, Монтгомері на своєму штабному автомобілі поринув до Мальмеді, щоб підвищити власний авторитет серед військ союзників. Але він не знав, що серед американців в Арденнах поширилася чутка, що один із шпигунів Скорцені вражаюче схожий на Монтгомері і його бачили на кількох пунктах пропуску США. Коли американські чатові зупинили його машину на першому контрольно-пропускному пункті, Монтгомері сказав їм, що не буде миритися з такими дурницями, і наказав водієві продовжувати рух. Охоронці з гнівом прострілили його шини і потягли фельдмаршала до сусіднього сараю, де його затримали на кілька годин. Монтгомері був розлючений і погрожував рядовим американцям військовим трибуналом, якщо вони не звільнять його. Його також сильно образило, що вони не впізнали його після того, як охоронці перевірили його посвідчення особи. Британського воєначальника звільнили лише після того, як відомий американцям британський капітан розпізнав фельдмаршала, який аж димився від злості. Розвеселений Ейзенхауер отримав величезне задоволення від інциденту, сказавши, що це найкраще, за що Скорцені коли-небудь відповідав.

### Наслідки операції
28 грудня 150-та танкова бригада СС, зазнавши втрату 15 % від чисельності, з якою починала операцію «Грейф», відійшла у тил. Протягом місяця всі, хто вижив, повернулися до своїх штатних частин. Багато хто з них загинули в останні місяці Другої світової.
Загалом, 44 німецькі диверсанти в американській формі були відправлені в тил противника, і всі, крім восьми, повернулися, причому останні чоловіки були відправлені через лінію фронту 19 грудня; після цього елемент несподіванки був втрачений, і вони повернулись. На той час не рідкістю була практика відправляти замасковані розвідувальні підрозділи за ворожі лінії фронту, але через вплив операції «Грейф» кожен випадок цього приписувався людям Скорцені.
Троє німців, захоплених 17 грудня, були розглянуті у військовому суді, засуджені і страчені розстрілом 23 грудня. Ще трьох німців також судили 23 грудня і розстріляли 26 грудня, ще семи чоловіків судили 26 грудня і стратили 30 грудня, а ще трьох судили 31 грудня і стратили 13 січня 1945 року. Останній, з виявлених членів операції «Грейф», був розглянутий судом у травні 1945 року і 14 червня страчений під Брауншвейгом.